# Liste der Baudenkmale in Drachhausen
In der Liste der Baudenkmale in Drachhausen sind alle Baudenkmale der brandenburgischen Gemeinde Drachhausen aufgelistet. Grundlage ist die Veröffentlichung der Landesdenkmalliste mit dem Stand vom 31. Dezember 2023. Die Bodendenkmale sind in der Liste der Bodendenkmale in Drachhausen aufgeführt.

## Baudenkmale in den Ortsteilen
In den Spalten befinden sich folgende Informationen:
- ID-Nr.: Die Nummer wird vom Brandenburgischen Landesamt für Denkmalpflege vergeben. Ein Link hinter der Nummer führt zum Eintrag über das Denkmal in der Denkmaldatenbank. In dieser Spalte kann sich zusätzlich das Wort Wikidata befinden, der entsprechende Link führt zu Angaben zu diesem Denkmal bei Wikidata.
- Lage: die Adresse des Denkmales und die geographischen Koordinaten. Link zu einem Kartenansichtstool, um Koordinaten zu setzen. In der Kartenansicht sind Denkmale ohne Koordinaten mit einem roten beziehungsweise orangen Marker dargestellt und können in der Karte gesetzt werden. Denkmale ohne Bild sind mit einem blauen bzw. roten Marker gekennzeichnet, Denkmale mit Bild mit einem grünen beziehungsweise orangen Marker.
- Bezeichnung: Bezeichnung in den offiziellen Listen des Brandenburgischen Landesamtes für Denkmalpflege. Ein Link hinter der Bezeichnung führt zum Wikipedia-Artikel über das Denkmal.
- Beschreibung: die Beschreibung des Denkmales
- Bild: ein Bild des Denkmales und gegebenenfalls einen Link zu weiteren Fotos des Baudenkmals im Medienarchiv Wikimedia Commons

### Drachhausen(Hochoza)
Das Dorf liegt etwa 15 Kilometer nördlich der Stadt Cottbus und 18 Kilometer südlich der Gemeinde Lieberose. Auch heute noch ist der Ort zweisprachig. 
| ID-Nr.                           | Lage                  | Bezeichnung                                          | Beschreibung | Bild                                                 |
| -------------------------------- | --------------------- | ---------------------------------------------------- | --- | ---------------------------------------------------- |
| 09125816                         | Dorfstraße (Lage)     | Kriegerdenkmal                                       | Das Kriegerdenkmal wurde in den 1920er Jahren aufgestellt. Das Denkmal erinnert an die Gefallenen des Ersten Weltkrieges aus Drachhausen. Auf einer Sockel mit Stufen befindet sich ein zweiteiliger Obelisk. Auf dem Obelisk befindet sich eine goldene Kugel und ein Adler mit ausgebreiteten Schwingen. Auf dem unteren Teil des Obelisk befinden sich auf allen vier Seiten Tafel mit Inschriften der Gefallenen. | Kriegerdenkmal                                       |
| 09125398                         | Dorfstraße 20a (Lage) | Feuerwehrgebäude                                     | Die Freiwillige Feuerwehr Drachhausen wurde 1906 gegründet und benutzte seit den 1920er Jahren bis zum Jahr 1994 dieses Feuerwehrhaus. Es ist ein eingeschossiger Bau mit einem Satteldach, der Schlauchturm ist in das Dach eingezogen. Ein westlicher Anbau wurde in den 1960 hinzugefügt. | Feuerwehrgebäude                                     |
| 09125397 Wikidata                | Dorfstraße 58 (Lage)  | Pfarrhaus mit Wirtschaftsgebäuden                    | Das Gehöft wurde 1860 erbaut. Ab 1999 wurde das Gehöft renoviert. Das Wohnhaus ist ein eingeschossiger Bau mit einem Satteldach. Erbaut wurde das Wohnhaus aus Ziegel und ist unverputzt. Der hohe Sockel besteht aus gespalteten Feldsteinen. Zu dem Gehöft gehören ein Stallgebäude und eine Durchfahrscheune. Das Stallgebäude ist ein eingeschossiger Bau mit Satteldach. Erbaut wurde der Stall aus gespalteten Feldstein. Die gibel besteht aus Ziegel und zeigen drei Rundbogenfenster. Die Durchfahrscheune sieht ähnlich dem Stallgebäude aus. | weitere Bilder                                       |
| 09125643 Teilobjekt zu: 09125397 | Dorfstraße 58 (Lage)  | Pfarrhaus                                            | | BW                                                   |
| 09125647 Teilobjekt zu: 09125397 | Dorfstraße 58 (Lage)  | Stall                                                | | Stall                                                |
| 09125646 Teilobjekt zu: 09125397 | Dorfstraße 58 (Lage)  | Scheune                                              | | Scheune                                              |
| 09125327                         | Dorfstraße 58a (Lage) | Dorfkirche                                           | Die evangelische Kirche wurde aus Backstein in den Jahren 1894/1895 erbaut. Es ist ein neuromanischer Bau aus rotem Backstein. Die Ausstattung im Inneren stammt aus der Bauzeit und ist vollständig erhalten. | weitere Bilder                                       |
| 09125704 Teilobjekt zu: 09125327 | Dorfstraße 58a (Lage) | Glocke                                               | | BW                                                   |
| 09125705 Teilobjekt zu: 09125327 | Dorfstraße 58a (Lage) | Orgel                                                | | BW                                                   |
| 09125328                         | Dorfstraße 59a (Lage) | Schule                                               | Die Schule wurde 1895 erbaut. Im Jahre 1896 lernten hier 237 Kinder. Bis in die 1960er Jahre befanden sich acht Klassen in der Schule. Es ist ein giebelständiger, zweigeschossiger Bau. Heute wird die Schule als Wohnhaus genutzt. | Schule                                               |
| 09125871                         | Sand 107 (Lage)       | Scheune                                              | Die Scheune wurde in der zweiten Hälfte des 19. Jahrhunderts erbaut und war Teil eines Gehöftes. Erbaut wurde die Scheune aus Ziegel, verputzt wurde di Scheune nicht. Es ist eine Durchfahrscheune mit dem Massen 13 × 8 Meter und trägt ein Satteldach. Die Tore an der Nord- und Südseite befindet sich zentral und sind zweiflüglich. Seitlich der Türen befinden sich zwei Flachbogogige Wandfelder. | Scheune                                              |
| 09125329                         | Sand 108a (Lage)      | Gemeinschaftsgrab für drei Gefallene der Roten Armee | Das Gemeinschaftsgrab wurde 1945 angelegt. Hier liegen drei unbekannte Gefallene der Roten Armee. Die Grabstelle besteht aus einem Obelisk mit einer Inschrift, um die Grabstätte befindet sich ein kleiner Zaun. Auf dem Obelisk befindet sich ein roter Sowjetstern. | Gemeinschaftsgrab für drei Gefallene der Roten Armee |